# Opatowiec
Opatowiec ist eine Stadt im Powiat Kazimierski der Woiwodschaft Heiligkreuz in Polen. Die kleinste Stadt des Landes mit 329 Einwohnern (2019) ist Sitz der gleichnamigen Stadt-und-Land-Gemeinde mit etwa 3300 Einwohnern.

## Geographie

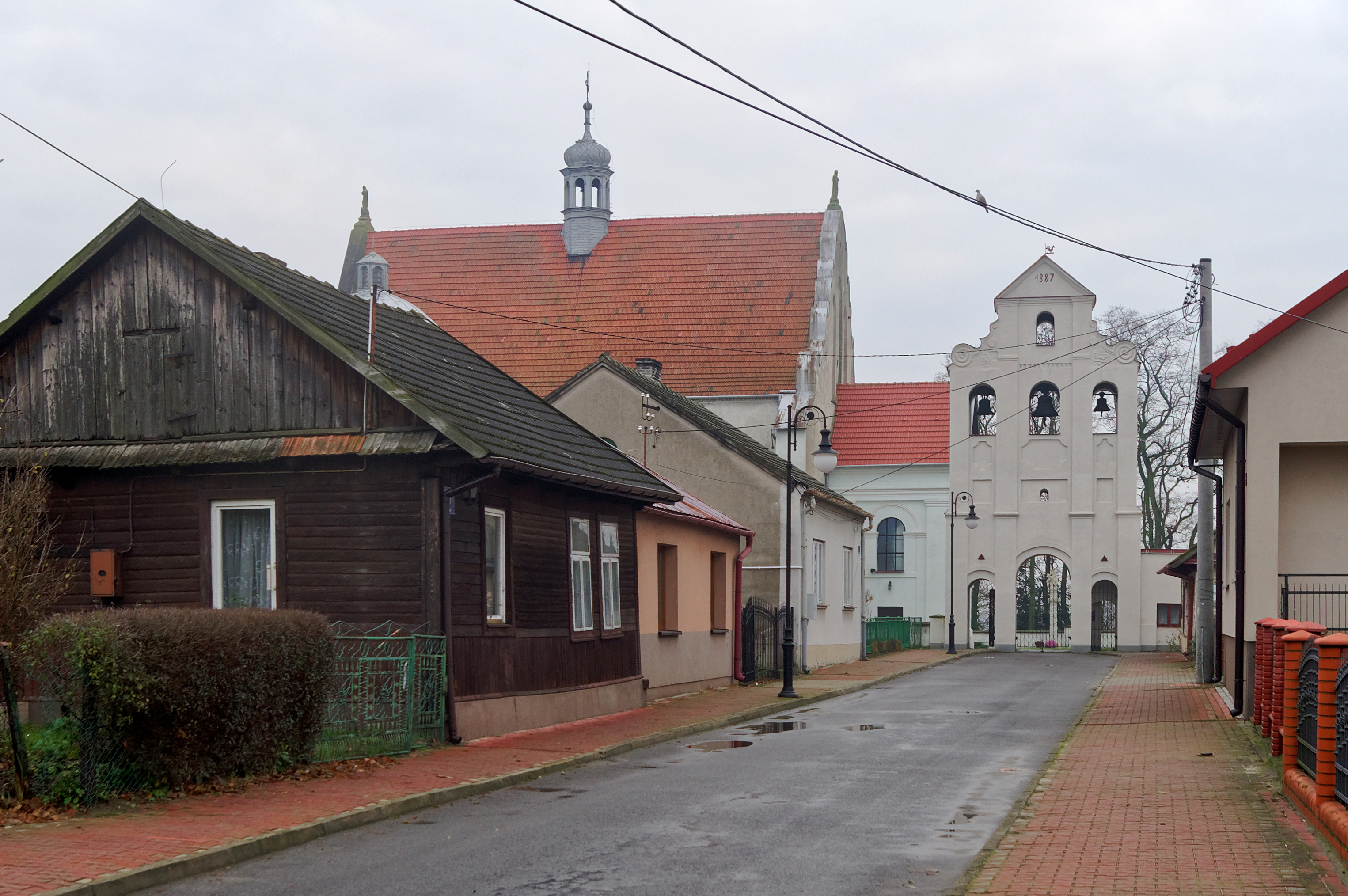
Ortsbild mit Kirche św. Jakuba (St. Jakob)

Die Stadt liegt 25 Kilometer östlich der Kreisstadt Kazimierza Wielka und grenzt im Osten an die Weichsel. Sie gliedert sich in die Ortsteile Krakowska Ulica, Legatka und Przedmieści.

## Geschichte
Die 1271 erteilten Stadtrechte wurden 1869 aberkannt.
Der Ort gehörte von 1975 bis 1998 zur Woiwodschaft Kielce, er war seit 1973 Sitz der gleichnamigen Landgemeinde. Bürgermeister (Burmistrz) ist Sławomir Kowalczyk, er wurde bei den Kommunalwahlen 2018 im Amt noch als Gemeindevorsteher (Wójt) bestätigt.
Nach 150 Jahren erhielt Opatowiec zum 1. Januar 2019 die 1869 aberkannten Stadtrechte zurück und ist seitdem mit 329 Einwohnern die kleinste Stadt Polens.

## Gemeinde
Zur Stadt-und-Land-Gemeinde (gmina wiejska) Opatowiec gehören die Stadt selbst und 20 Dörfer mit einem Schulzenamt. Die Gemeinde umfasst eine Fläche von 68,6 Quadratkilometern.